# شینگل کریک (مینیاپولیس)
شینگل کریک (به انگلیسی: Shingle Creek) یک منطقهٔ مسکونی در ایالات متحده آمریکا است که در مینیاپولیس واقع شده‌است. شینگل کریک ۳٬۰۳۱ نفر جمعیت دارد.